# Francia Új Hullám Kiadó Kft.
A 2010-ben alakult Francia Új Hullám Filmművészeti Szakkönyvtár és Könyvkiadó (1122 Budapest, Maros utca) Magyarországon az első és egyetlen kifejezetten magyar nyelvű filmművészeti szakkönyvkiadó.[forrás?] Alakulása közvetlenül azután vált esedékessé, miután véget értek a nagy múltú filmművészeti szakkönyvsorozatok (Filmművészeti Könyvtár, Filmbarátok Kiskönyvtára – kortársaink a filmművészetben), illetve a Filmintézet (sorozatszerkesztő: Gelencsér Gábor), Osiris (sorozatszerkesztő: Zalán Vince) és Palatinus (sorozatszerkesztő: Kovács András Bálint) Kiadó is befejezte a filmművészeti szakkönyvek megjelentetését. Zalán Vince így ír a kiadóról a Filmvilágban: „Váratlan, mert szomorú tény, évek óta tudjuk – a népszerű színészportrék kivételével – megszűnt a magyar filmkönyv-kiadás. Fél évtizede, hogy befejezte filmkönyv-sorozatát az Osiris Kiadó, a Palatinus is felhagyott a filmkönyvek gondozásával, a szegedi Apertúra kötetei sem kapnak már semmilyen támogatást. Az Európa Kiadónak két életrajzra (Fellini, Pasolini) futotta az erejéből. S mint a teljes sötétség előtti, utolsó gyertyafényre, úgy tekinthetünk Pentelényi László magán kezdeményezésére, a Francia Új Hullám Kiadóra, amely legutóbb Paul Schrader régen várt könyvével (A transzcendentális stílus a filmben – Ozu / Bresson / Dreyer) kedveskedett a filmbarátoknak.” (in: Filmvilág 2012/5. p. 49.) 2014-től a Magyar Művészeti Akadémia (sorozatszerkesztő: Pintér Judit) és a Gondolat Könyvkiadó is filmművészeti szakkönyvsorozatokat indított, amelyek az Osiris-Palatinus félbehagyott tevékenységének folytatásának tekinthetők. Így a Francia Új Hullám Kiadó tevékenysége még inkább a marginális szerzői filmművészet idehaza elfeledett alkotóinak ápolására irányulhat.
Fazekas Balázs egy könyvkritikájának a bevezetőjében külön kiemeli a kiadót: "Magyarországon minden filmművészeti-filmszakmai könyv megjelenése fontos alkalom, a kis felvevőpiac miatt ugyanis csak gondosan megválasztott témában éri meg a kiadóknak befektetni. Ezt az erősen kilátástalan ügyet karolta fel például a kifejezetten filmes szakkönyvekkel foglalkozó Francia Új Hullám Kiadó." (in: Filmtekercs on-line 2018.08.17.) Milojev Zsanett könyvkritkáját 2019 tavaszán így fejezi be: "Habár a könyv recenziójához nem tartozik szervesen, mégis kitérnék egy vargabetűvel a kiadó figyelemreméltó munkásságára. A Pentelényi László vezette szervezet célkitűzése az, hogy a Jean-Luc Godard és Fehér György filmjeiről szóló diskurzust életben tartsák, olvashatjuk a kötet szerkesztői előszavában. E két fontos auteur életművének ápolása mellett azonban tágabb értelemben a szerzői film hagyományát támogatják minden eddigi kötetük megjelenésével, mely vállalkozásuk megkérdőjelezhetetlenül fontos és dicséretet érdemlő." (in: Filmtekercs on-line 2019.03.19.)

## Céljai
- A legfőbb célja, hogy a magyar nyelvű filmművészeti szakkönyv-kiadás összefogója legyen, központi fórum, ahol minden olvasó naprakész információkat kaphat. Kiemelt hangsúlyt fektet a hagyományos formátumú könyvkiadásra, illetve a magyar nyelvű szakirodalmi publikációkra.
- A magyar nyelvű filmművészeti szakkönyv-kiadás élénkítésére az elmúlt években több pozitív jel is mutatkozott. A Francia Új Hullám Filmművészeti Szakkönyvtár és Könyvkiadó elindulása óta több új könyvkiadó (Cor Leonis, L'Harmattan, Gondolat, MMA, Sprint, Révai Digitális Kiadó), filmművészeti szakfolyóirat (Apertúra, Filmvilág, Metropolis, Mozinet, Prizma) és egyetemi műhely (Kaposvári Egyetem: A film szimbolikája, Debreceni Egyetemi Kiadó: Zoom - a kortárs filmtudomány kérdései, Ábel Kiadó: Sapientia Erdélyi Magyar Tudományegyetem) is filmművészeti szakkönyv-sorozatokba kezdett. Habár a legtöbb vállalkozás azóta kudarca fulladt, több aktív könyvsorozat jelentkezik tudományos munkákkal: külön ki kell emelni a Filmanatómia-sorozat mellett a Gondolat Könyvkiadót és újabban az Magyar Művészeti Akadémia (MMA) Kiadót is, akik a legtöbb filmes könyvvel örvendezteti meg az érdeklődőket.
- A kiadó megalakulásának előzménye a 2006-ban alapított Szerzői Filmklub, amely egy-egy Magyarországon kevésbé ismert szerzői filmes rendező (Jean-Luc Godard, John Cassavetes, Michelangelo Antonioni, Eric Rohmer, Robert Bresson, Orson Welles, Francois Truffaut, Ingmar Bergman, Tony Richardson, Louis Malle, Ken Russell, Jacques Rivette, Maurice Pialat, Michel Deville, Tarr Béla és Fehér György) teljességre törekedő életbemutatóját szervezi évről évre. Mindemellett fontos feladatának tartja a szerzői film fogalmának helyreállítását és a köztudatba helyes értelmezéssel való beépülését.

## Története
A 2010-ben megalapított Francia Új Hullám Filmművészeti Kiadó közvetlen előzménye a 2006-ban indult Szerzői Filmklub. Annak reményében, hogy szélesebb körbe is lehetőség legyen a szerzői filmművészethez kapcsolódó rendezőket, gondolatokat megosztani a kiadó első könyvsorozata a Szerzőifilmes Könyvtár indulhatott el. Az eredeti tervek szerint az 1996-ban megjelent (és már 2000 körül is beszerezhetetlen) Hitchcock/Truffaut interjúkötet lett volna a nyitány. Ettől azonban el kellett tekinteni. Az irányt a magyar nyelven még soha meg nem jelent (szerzői) filmművészeti kiadványok jelentik. 2017. szeptemberétől Francia Új Hullám Filmművészeti Szakkönyvtár és Könyvkiadó néven folytatja tovább tevékenységét, kiemelten jelezve a legfőbb célokat. Második sorozata - Szerzőifilmes Gondolkodók címmel - indul majd 2019-ben, amely kifejezetten az elhunyt nagy magyar szerzői filmes rendezők (Bódy Gábor, Dömölky János, Erdély Miklós, Fehér György, Gaál István, Gyöngyössy Imre, Hajas Tibor, Hamza D. Ákos, Havas Péter, Huszárik Zoltán, Kamondi Zoltán, Maár Gyula, Novák Márk, Szőts István, Zolnay Pál stb.) munkásságát kívánja majd bemutatni, ráadásul különösen a saját szavaikra támaszkodva, hiszen ki lehetne autentikusabb, mint maga a rendező.

## Alapító, vezető
- Pentelényi László (2010-)

## Díjak
A Szerzőifilmes Könyvtár 3. kötetét a Nemzetközi Filmes Újságírók Szövetsége (FIPRESCI) 2012-ben beválasztotta első és egyedüli magyar nyelvű szakkönyvként a 'BEST BOOKS ON FILM 2012' listájára, amely a világ könyvkiadói számára készülő ajánló lista.

## Sorozatai
- Szerzőifilmes Könyvtár (sorozatszerkesztő: Pentelényi László, sorozat- és borítóterv(ek): Nemes Anita, Kovács Lola és Dombi Viktória, 2010-)
- Szerzőifilmes Gondolkodók (sorozatszerkesztő: Pentelényi László, 2019-)
- Szerzőifilmes Füzetek (sorozatszerkesztő: Pentelényi László, 2020-)
- Szerzőifilmes Kiskönyvtár (tervezett sorozat)
- Szerzőifilmes Regénytár (tervezett sorozat)

## Megjelent művek
- Walter Murch: Egyetlen szempillantás alatt - Gondolatok a filmvágásról (Francia Új Hullám Kiadó, Szerzőifilmes Könyvtár 1. kötet; 2010.) - elfogyott
- Paul Schrader: A transzcendentális stílus a filmben: Ozu / Bresson / Dreyer (Francia Új Hullám Kiadó, Szerzőifilmes Könyvtár 2. kötet; 2011.)
- Pentelényi László - Zentay Nóra Fanni (szerk.): JLG/JLG - Jean-Luc Godard dicsérete, avagy a filmművészet önfelszámolása (Francia Új Hullám Kiadó, Szerzőifilmes Könyvtár 3. kötet; 2012.)
- Pentelényi László (szerk.): Bolond Pierrot különös kalandja I. kötet: Töredékek Bikácsy Gergely (szubjektív) filmtörténetéből Robert Bressontól Jean-Luc Godard-ig (Francia Új Hullám Kiadó, Szerzőifilmes Könyvtár 4. kötet; 2017.)
- Jean-Luc Godard: Bevezetés egy (valódi) filmtörténetbe I. utazás: A remény birtokában (Francia Új Hullám Kiadó, Szerzőifilmes Könyvtár 6. kötet; 2018.)

## Tervezett kiadványok
- Pentelényi László (szerk.): Bolond Pierrot különös kalandja II. kötet: Töredékek Bikácsy Gergely (szubjektív) filmtörténetéből Fehér Györgytől Eric Rohmerig (Szerzőifilmes Könyvtár 5. kötet)
- Jean-Luc Godard: Bevezetés egy (valódi) filmtörténetbe II. utazás: Logikát találni (Szerzőifilmes Könyvtár 7. kötet) 2021
- Jean-Luc Godard: Bevezetés egy (valódi) filmtörténetbe III. utazás: A fehér vászonról (Szerzőifilmes Könyvtár 8. kötet)
- Jean-Luc Godard: Bevezetés egy (valódi) filmtörténetbe IV-VII. utazás (Szerzőifilmes Könyvtár 9-12. kötet)
- Pentelényi László: Film/könyv - A magyar nyelvű filmművészeti szakkönyvkiadás vázlatos története és válogatott bibliográfiája (Szerzőifilmes Könyvtár 13. kötet) 2025
- Pentelényi László (szerk.): Arcok iskolája - Találkozás(ok) Fehér György operatőr-rendezővel (Szerzőifilmes Gondolkodók 1. kötet) 2022
- Pentelényi László (szerk.): Bódy Gábor, te halott halott - merészelt meditációk (Szerzőifilmes Füzetek 1. kötet)
- Pentelényi László (szerk.): Kommunikációelméleti szöveggyűjtemény V. kötet: Szerzői film
- Pentelényi László: A bűn filozófiája - Fehér György (h)arcai
- Pascal Bonitzer: Eric Rohmer meséi
- Wim Wenders: Barátom, Michelangelo Antonioni
- Pascal Bonitzer - Jean-Claude Carriére: A forgatókönyvírás gyakorlata [Exercice du scénario]
- Pentelényi László (szerk.): Egy domonyi lábnyom - Huszárik Zoltán grafikus-rendező eredete
- Pentelényi László (szerk.): Pesti anzix - Bódy Gábor kinematográfus harminckilenc bagatellje
- Bikácsy Gergely: Olaszország 0 év - Az olasz film színeváltozása
- David Bordwell: Eisenstein mozija
- Peter Bogdanovich: Orson Welles
- Pentelényi László: A (valódi) stílus a filmben: Godard / Cassavetes / Antonioni